# 埃内斯特维莱尔
埃内斯特维莱尔（法語：Ernestviller，法語發音：[ɛʁnɛstvilɛʁ]；洛林法兰克语：Ernschtwiller）是法国摩泽尔省的一个市镇，属于萨尔格米讷区。

## 地理
埃内斯特维莱尔（49°4'2"N, 6°57'52"E）面积4.44 平方千米，位于法国大東部大區摩泽尔省，该省份为法国东北部内陆省份，是洛林的一部分，西南接默尔特-摩泽尔省，东临下莱茵省，北与卢森堡和德国接壤。
与埃内斯特维莱尔接壤的市镇（或旧市镇、城区）包括：格伦德维莱尔、盖伯努斯、温德兰、皮特朗日欧拉克、武斯特维莱尔。

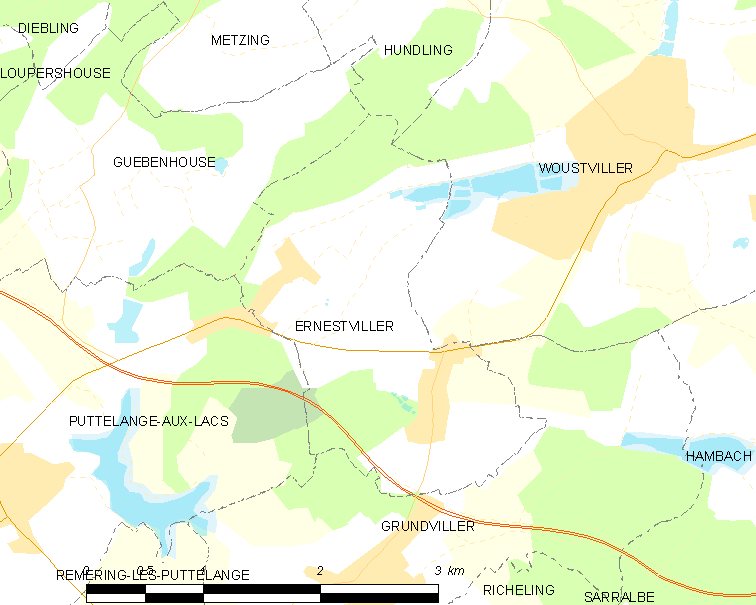
埃内斯特维莱尔的OSM定位图

埃内斯特维莱尔的时区为UTC+01:00、UTC+02:00（夏令时）。

## 行政
埃内斯特维莱尔的邮政编码为57510，INSEE市镇编码为57197。

## 政治
埃内斯特维莱尔所属的省级选区为萨拉尔布县。

## 人口

1962-2008年间埃内斯特维莱尔人口变化图示

埃内斯特维莱尔于2022年1月1日时的人口数量为506人。